# روزي بيريز
روزي بيريز (بالإنجليزية: Rosie Perez)‏ (و. 1964 – م) هي ممثلة، ومصممة رقص، وممثلة أفلام، وممثلة مسرحية، وممثلة تلفزيونية من الولايات المتحدة الأمريكية .

## جوائز وترشيحات
حصلت على جوائز منها:
- جائزة المسرح العالمي (2001).[5]

ترشحت لـ:
- جائزة الأوسكار لأفضل ممثلة مساعدة، عن عمل:Fearless (1993).

## روابط خارجية
- روزي بيريز على موقع IMDb (الإنجليزية)
- روزي بيريز على موقع روتن توميتوز (الإنجليزية)
- روزي بيريز على موقع قاعدة بيانات الأفلام العربية
- روزي بيريز على موقع ألو سيني (الفرنسية)
- روزي بيريز على موقع ميوزك برينز (الإنجليزية)
- روزي بيريز على موقع تيرنر كلاسيك موفيز (الإنجليزية)
- روزي بيريز على موقع أول موفي (الإنجليزية)
- روزي بيريز على موقع قاعدة بيانات برودواي على الإنترنت (الإنجليزية)
- روزي بيريز على موقع قاعدة بيانات الأفلام السويدية (السويدية)
- روزي بيريز على موقع إن إن دي بي (الإنجليزية)